# تاراثونا دي لا مانتشا
بلدية تاراثونا دي لا مانتشا (بالإسبانية: Tarazona de la Mancha) هي بلدية تقع في مقاطعة البسيط التابعة لمنطقة كاستيا لا مانتشا وسط إسبانيا.

## الديموغرافيا
بلغ عدد سكان بلدية تاراثونا دي لا مانتشا 6.647 نسمة عام 2011 (وفقاً للمعهد الوطني الإسباني للإحصاء).
| 5.976 | 6.012 | 6.308 | 6.576 | 6.553 | 6.755 | 6.647 |

## أعلام
- جاسبار باناديرو